# Basket Zielona Góra
O Basket Zielona Góra, também conhecido por Stelmet Zielona Góra por motivos de patrocinadores e até mesmo por Zastal Zielona Góra que é o modo que os torcedores históricamente se identificaram,  é um clube profissional de basquetebol situado na cidade de Zielona Góra, Voivodia da Lubúsquia, Polónia que disputa atualmente a Liga Polonesa e a Liga dos Campeões.

## Prêmios
- Liga Polonesa
  - Campeões (3): 2012–13, 2014–15, 2015–16
  - Finalista (1): 2013–14
  - Terceiro Colocado (1): 2011–12

- Copa da Polônia

Campeões (1): 2015
- Supercopa da Polônia

Campeões (1): 2015

### Jogadores Notáveis
- Kamil Chanas
- Łukasz Koszarek
- Miloš Babić
- Dejan Borovnjak
- Oliver Stević
- Gvidonas Markevičius
- Roberts Štelmahers
- R. T. Guinn
- / Quinton Hosley
- Chris Burgess
- / Gani Lawal
- / Walter Hodge